# Namakan Lake
Namakan Lake är en sjö i Kanada.   Den ligger i Rainy River District och provinsen Ontario, i den sydöstra delen av landet, 1 300 km väster om huvudstaden Ottawa. Namakan Lake ligger 337 meter över havet. Arean är 35 kvadratkilometer. Den sträcker sig 5,1 kilometer i nord-sydlig riktning, och 15,1 kilometer i öst-västlig riktning.
Trakten runt Namakan Lake är nära nog obefolkad, med mindre än två invånare per kvadratkilometer.